# Aachener Kongress

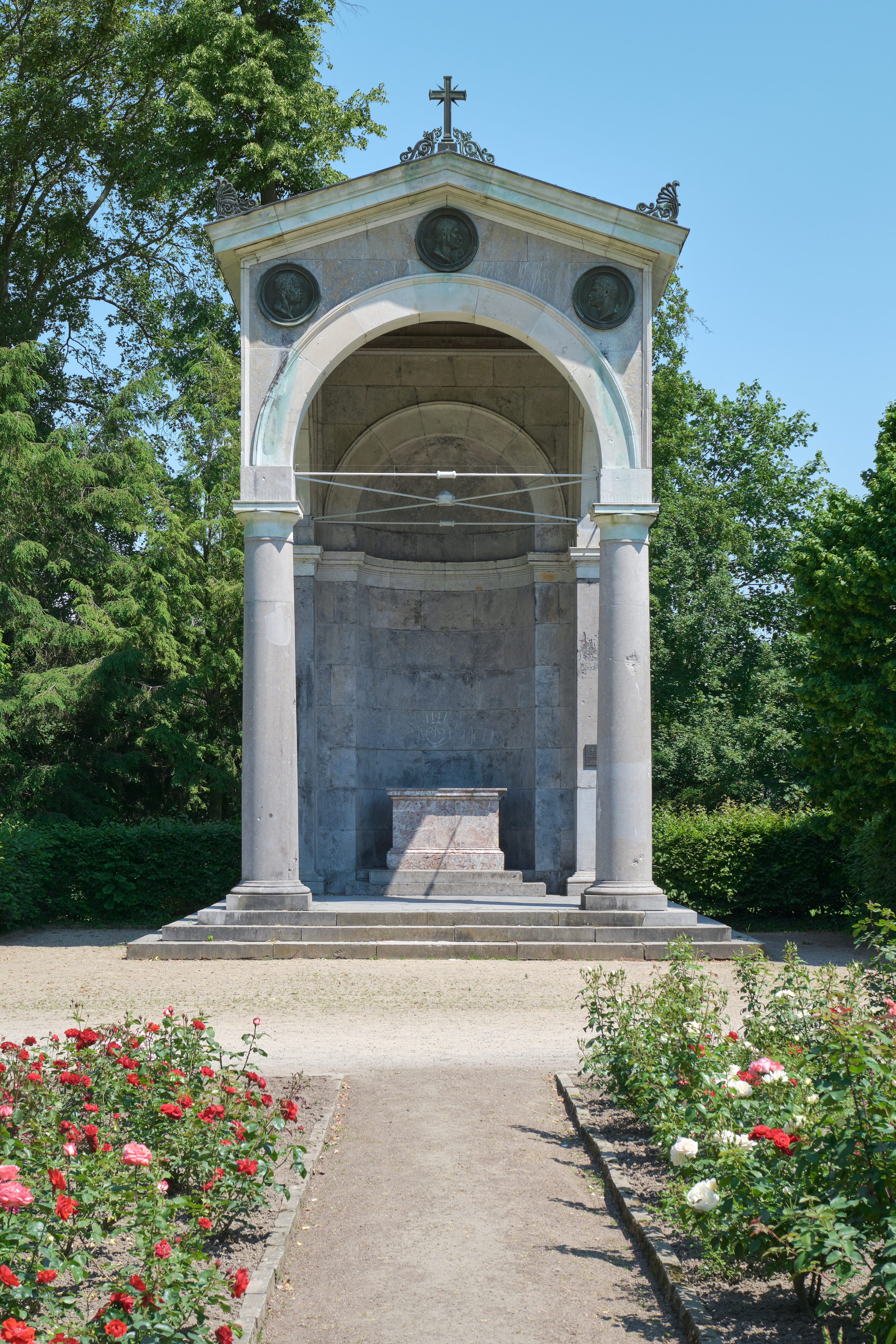
Kongressdenkmal in Aachen

Der Aachener Kongress wurde vom 29. September bis zum 21. November 1818 in der Stadt Aachen abgehalten. Der Kongress beriet Maßnahmen, um die revolutionär-demokratischen Bewegungen in Europa zu bekämpfen. Der Aachener Kongress gilt als erster Monarchenkongress und zeigte die europäischen Monarchien in Gestalt der Großmächte in später nicht wieder erreichter Einmütigkeit.

## Teilnehmer
Teilnehmer waren neben der Heiligen Allianz aus Österreich, Preußen und Russland auch Großbritannien und Frankreich.
Die Vertreter der Länder waren Zar Alexander I., begleitet von Karl Robert von Nesselrode, Michail Semjonowitsch Woronzow und Graf Ioannis Kapodistrias, Friedrich Wilhelm III. (Preußen), Kaiser Franz I. von Österreich begleitet von Christian Günther Graf Bernstorff, Clemens Wenzel Lothar Fürst von Metternich und Karl August Fürst von Hardenberg, zudem als Vertreter Englands Arthur Wellesley Wellington und Robert Castlereagh sowie auf Seiten Frankreichs Armand Emmanuel du Plessis, Herzog von Richelieu.

## Beschlüsse
Eine Denkschrift Über den gegenwärtigen Zustand Deutschlands wurde vom Zaren dem Kongress unterbreitet. Darin wurden strenge Maßregeln zur Überwachung des geistigen Lebens und der Universitäten gefordert. Diese Denkschrift gab den Anstoß zu den Karlsbader Beschlüssen und den Demagogenverfolgungen.
In einem Vertrag mit Frankreich wurden endgültig die Bedingungen festgelegt, die sich aus dem Pariser Frieden von 1815 ergaben. Es wurde der sofortige Abzug der Besatzungstruppen aus Frankreich – ursprünglich erst für 1820 vorgesehen – und die Herabsetzung der für 1818/19 und 1819/20 verbliebenen Kriegsentschädigungen von 280 auf 265 Millionen Francs bestimmt. In einer Konvention bekräftigten die vier Siegermächte Russland, Preußen, Österreich und England ihre Entschlossenheit, das in Frankreich wieder eingesetzte monarchische Regime der Bourbonen notfalls mit Waffengewalt zu stützen.
Frankreich sollte künftig zu den Verhandlungen zugezogen werden. Es trat damit als fünfte Großmacht wieder in das Europäische Konzert ein. Am 15. November 1818 wurde das Aachener Protokoll verabschiedet. Die am 21. November 1818 angenommene Deklaration verkündete die Solidarität der Kongressteilnehmer zur Gewährleistung der Ruhe, des Glaubens und der Sittlichkeit, die „durch das Unglück der Zeiten erschüttert“ worden seien.
Die Unterzeichner verpflichteten sich, die seit 1815 in Europa bestehenden Grenzen und gesellschaftlichen Verhältnisse zu garantieren. Zuvor waren verschiedene Fragen geregelt worden, wie beispielsweise der Sklavenhandel. Der badisch-bayerische Grenzstreit über die rechtsrheinische Pfalz wurde zugunsten Badens entschieden.
Außerdem wurde, in Fortentwicklung der Praxis des Wiener Kongresses, die seither gültige diplomatische Rangordnung festgelegt. Dies betraf insbesondere das Prinzip der Anciennität unter den Gesandten sowie die Praxis, dass sich die Reihenfolge der Unterzeichnung von Verträgen nach jener der Ländernamen im französischen Alphabet richten sollte.

## Erinnerung
In Aachen erinnern das Kongressdenkmal, die Kongressstraße, die Alexanderstraße, der Friedrich-Wilhelm-Platz, die Franzstraße sowie das Gut Kaisersruh an die Zusammenkunft.